# خويفيرة فويغانية
خويفيرة فويغانية (الاسم العلمي:Koeleria fueguina) هي نوع من النباتات تتبع جنس الخويفيرة من الفصيلة النجيلية.